# Адельгейм, Павел Анатольевич
Па́вел Анато́льевич Адельге́йм (1 августа 1938, Ростов-на-Дону, СССР — 5 августа 2013, Псков, Россия) — священник Русской православной церкви, протоиерей, клирик Псковской епархии, церковный публицист. Известен своими публичными выступлениями по проблемным вопросам внутрицерковной жизни.

## Происхождение
Дед — Павел Бернардович Адельгейм 1878 года рождения из российских немцев — получил образование в Бельгии, владел имениями Глуховцы и Турбово под Киевом. Арестован и расстрелян в Киеве 29 апреля 1938 года; реабилитирован 16 мая 1989 года.
Отец — Анатолий Павлович Адельгейм 1911 года рождения — был артистом и поэтом. Расстрелян 26 сентября 1942 года; реабилитирован 17 октября 1962 года.
Дед по материнской линии — Никанор Григорьевич Пылаев — полковник царской армии; судьба после революции неизвестна.
Мать — Татьяна Никаноровна Пылаева 1912 года рождения — арестована и осуждена в 1946 году, из мест заключения сослана в посёлок Актау Казахской ССР; реабилитирована в 1962 году.

## Биография
Родился 1 августа 1938 года в Ростове-на-Дону. После ареста матери жил в детдоме, затем вместе с матерью находился на принудительном поселении в Казахстане.
Из Казахстана Павел переехал в Киев к родственникам. В 1954 году он стал послушником Киево-Печерской лавры.
В 1956 году, когда ему исполнилось 18 лет, поступил в Киевскую духовную семинарию. В 1959 году был исключён из семинарии игуменом Филаретом (Денисенко) по политическим мотивам. В том же году рукоположён архиепископом Ермогеном (Голубевым) во диакона к Ташкентскому кафедральному собору.
В 1964 году, по окончании Московской духовной академии, назначен священником в город Каган Узбекской ССР. В 1969 году построил новый храм, освящённый во имя святителя Николая.
В том же году арестован за распространение самиздата по статье 190-1 «распространение заведомо ложных измышлений, порочащих советский государственный и общественный строй». Как вспоминал Павел Адельгейм, «у меня нашли довольно много стихов поэтов Серебряного века: Ахматовой, Цветаевой, Мандельштама, Волошина. <…> Суд решил, что все эти произведения писал я сам, а приписывал их известным поэтам». Поводом к аресту священник позднее называл донос своего однокашника по Киевской семинарии Макария (Свистуна). В течение года содержался во внутренней тюрьме КГБ в Бухаре.
В 1970 году был осуждён на три года лагерей по обвинению в «клевете на советский строй».
В 1971 году, в связи с волнениями в ИТУ посёлка Кызылтепа, потерял правую ногу.
Освободился из заключения инвалидом в 1972 году. Служил в Фергане и Красноводске.
С 1976 года — клирик Псковской епархии. В 1992 году при храме святых Жен Мироносиц открыл приходскую общеобразовательную православную школу регентов. В 1993 году при храме святого апостола Матфея в деревне Писковичи открыл приют для сирот-инвалидов. До 22 февраля 2008 года был настоятелем храма святых Жен Мироносиц. Освобождён от должности указом архиепископа Псковского и Великолукского Евсевия (Саввина), но с сохранением права службы.
В последние годы жизни служил в храме святых Жён Мироносиц (со Скудельниц) на Мироносицком кладбище. В эти годы имело место противостояние Павла Адельгейма и нового настоятеля Сергея Иванова. Павел Адельгейм обжаловал в суде новый устав прихода, зарегистрированный Ивановым, и смог добиться, чтобы этот документ признали незаконным. Кроме того, Сергей Иванов сместил с должности сына Павла — Ивана (суд подтвердил законность увольнения). В 2011 году митрополит Евсевий распорядился о принятии нового устава приходского собрания, но Павел Адельгейм и прихожане отказались его поддержать. После этого епархиальный суд исключил из совета прихода шесть человек. Это решение было обжаловано в суде, но суд поддержал Сергея Иванова.
Члены Преображенского содружества малых братств утверждают, что отец Павел в нём состоял, входил в попечительский совет Свято-Филаретовского православно-христианского института, однако жена Вера Адельгейм, родственники и друзья протоиерея Павла Адельгейма считают, что Преображенское содружество малых братств использует имя убиенного священника в своих интересах, и утверждают, что нет очевидных доказательств того, что отец Павел когда-либо состоял в этом братстве.
Был женат (супруга — Вера Адельгейм — умерла 10.11.2024 на 83 году жизни), имел троих детей, шестерых внуков. Его сын Иван около 16 лет служил директором православной школы регентов при храме, настоятелем которого являлся Павел Адельгейм.

## Убийство
Убит ударом ножа в собственном доме во Пскове 5 августа 2013 года. По сообщению Lenta.ru со ссылкой на МВД, тело священника было найдено недалеко от храма, в котором он служил. Однако, эта информация оказалась ложной, что подтверждено свидетельскими показаниями очевидцев трагедии, в том числе и жены отца Павла, Веры Михайловны. Его предполагаемый убийца — 27-летний москвич Сергей Пчелинцев. Он кинулся на отца Павла с криком: «Так велел сатана!» и ударил ножом. Перед этим он жил у священника 3 дня.
Отпевание протоиерея Павла Адельгейма состоялось 8 августа 2013 года в храме Жён-мироносиц в Пскове. Похоронен на Мироносицком кладбище.

## Взгляды и оценки. Дело в церковном суде
В мае 2008 года, в связи с подготовкой «Положения о церковном суде Русской Православной Церкви», принятого 26 июня 2008 года Архиерейским Собором РПЦ, выступил с критикой ряда его принципиальных положений, отметив, в частности, противоречие ряда норм этого документа принципам как действующего российского законодательства, так и церковного права.
16 июня 2010 года Патриарх Кирилл утвердил, среди прочих, решение первого заседания Общецерковного суда Московского Патриархата, которое гласило: «Общецерковный суд Русской Православной Церкви, в составе председателя митрополита Екатеринодарского и Кубанского Исидора <…> рассмотрев в первой инстанции заявление клирика Псковской епархии протоиерея П. А. Адельгейма от 13.04.2009 г. о церковных правонарушениях: настоятеля храма святых Жён-мироносиц Псковской епархии священника С. И. Иванова — в виде составления и подписания недействительного протокола Приходского собрания от 14.03.2008 г., а также незаконного исключения из состава приходского собрания храма святых Жён-мироносиц Псковской епархии ряда членов, в том числе протоиерея П. А. Адельгейма; <…> РЕШИЛ: Считать установленным факт подписания священником С. И. Ивановым недействительного протокола Приходского собрания местной православной религиозной организации Прихода храма святых Жён-мироносиц Псковской епархии Русской Православной Церкви от 14.03.2008 г. о внесении изменений (дополнений) в устав Прихода, следствием чего стало нарушение порядка и строя церковной жизни. <…> Настоятельно рекомендовать митрополиту Псковскому и Великолукскому Евсевию и протоиерею П. А. Адельгейму, следуя духу Евангельской любви, лично встретиться для взаимного прощения и примирения, и впредь не выносить на публичное обсуждение обоюдные упрёки, разрешая возникающие разногласия в духе богозаповеданного мира, а в случае затруднительности — обращаясь в установленном порядке к Святейшему Патриарху Московскому и всея Руси».
На следующий после его гибели день протодиакон Андрей Кураев сказал об убитом: «Кто из священников, да ещё семейных и штатных, теперь сможет не-анонимно и публично сказать „владыка, вы неправы!“? Он не был диссидентом. То есть он не искал специально поводов для критики и конфликта. У него не было аксиомы предустановленной неправоты церковной власти. У него была одна тема — тема улучшения общинно-приходской жизни. И в этом он был вполне каноничен».
Прославлен в лике святых Апостольской православной церковью.

## Сочинения
статьи и проповеди
- Крест Христов // Вестник русского христианского движения. 1989. — № 155 (I). — С. 5—9
- Пока алмаз не отражает свет : Слово в понедельник первой Седьмицы Великого Поста // Слово: литературно-художественный и общественно-политический журнал. 1989. — № 5. — С. 1-2
- Построить храм, открыть приход // Религия и демократия: на пути к свободе совести. Т. 2 / составитель А. Р. Бессмертный; ред.: С. Б. Филатов, Д. Е. Фурман. — М. : Прогресс — Культура, 1993. — 592 с — С. 339—359 (со свящ. М. Женочиным)
- Письмо о крещении // Вера и жизнь: церковно-общественный журнал Латвийской православной церкви. 1995. — № 1. — С.87-89
- Пасхальные проповеди // Христос Воскресе: Пасхальный сборник. — М. : Паломник, 2000. — 310 с. — С. 291—298
- Жизнь Церкви в канонах и практике : приглашение к диалогу // Вестник русского христианского движения. 2002. — № 184 (II). — С. 323—360.
- Проблема власти // Вестник русского христианского движения. 2003. — № 185 (I). — С. 220—255
- Перспективы диалога в Русской православной церкви // Вера — Диалог — Общение : Проблемы диалога в церкви: Материалы Международной богословской конференции (Москва, 24-26 сентября 2003 г.). — М. : Свято-Филаретовский православно-христианский институт, 2004. — 462 с. — С. 48-57
- Собор без соборности (ответ профессору-протоиерею Цыпину) // Вестник русского христианского движения. 2004. — № 187 (I) — С. 249—267
- Реанимация церковного суда // Вестник русского христианского движения. 2004. — № 188 (II). — С. 243—283
  - Реанимация церковного суда // Вера — Диалог — Общение: Проблемы диалога церкви и общества: Материалы Международной богословской конференции (Москва, 29 сентября — 1 октября 2004 г.): Памяти С. С. Аверинцева. — М. : Свято-Филаретовский православно-христианский институт, 2005. — 496 с. — С. 440—449
- Дело архимандрита Зинона // Миссия: альманах / ред., составитель О. Полюнов. — Саратов : Библейско-богословский просветительский центр, 2005. — 217 с. — С. 125—145
- Сокровище веры // Вестник русского христианского движения. 2005—2006. — № 190 (II-2005 — I-2006) — С. 145—178
- Благодатный смысл слова «благословение» следует различать от дисциплинарного (Ответ на открытое письмо председателю Миссионерского отдела Тверской епархии протоиерею Александру Шабанову) // Вестник русского христианского движения. 2006. — № 191 (II) — С. 151—157
- Точка опоры — Поместный собор 1917 года // Вестник русского христианского движения. 2006. — № 191 (II) — С. 246—256
- «Жаловаться некому» // О мирном и непримиримом противостоянии злу в церкви и обществе: Материалы международной богословской конференции (Москва, 28-30 сентября 2005 г.). — М. : Свято-Филаретовский православно-христианский институт, 2007. — 464 с. — С. 254—268
- Из опыта невольного противостояния злу // О мирном и непримиримом противостоянии злу в церкви и обществе: Материалы международной богословской конференции (Москва, 28-30 сентября 2005 г.). — М. : Свято-Филаретовский православно-христианский институт, 2007. — 464 с. — С. 455—456
- Альтернатива (трудовой договор или крепостная зависимость) // Вестник русского христианского движения. 2008. — № 193 (I) — С. 77-93
- Возрождение и границы церкви // Духовные движения в народе Божьем : История и современность: Материалы Международной научно-богословской конференции (Москва, 2-4 октября 2002 г.). — М. : Свято-Филаретовский православно-христианский институт, 2003. — 374 с. — С. 208—228
- Спор о свободе и благодати вокруг церковного погребения // Свобода — дар Духа и призвание в церкви и обществе: Материалы Международной научно-богословской конференции (Москва, 16-17 августа 2006 г.). — М. : Свято-Филаретовский православно-христианский институт, 2009. — 344 с. — С. 74-85
- Три условия необходимые для служения и участия в Божественной Литургии // Вестник русского христианского движения. — 2011. — № 198. — C. 11-32
- Две формы власти // Старшинство и иерархичность в церкви и обществе: Материалы международной научно-богословской конференции (29 сентября — 1 октября 2010 г.) / Свято-Филаретовский православно-христианский институт, Преображенское Содружество малых православных братств. — М. : Свято-Филаретовский православно-христианский институт: Преображенское содружество малых православных братств, 2011. — 320 с. — ISBN 978-5-905615-01-6 — С. 25-35
- Церковь и школа // Образование в XXI веке. Стратегии и приоритеты: Материалы Международной научно-практической конференции (Москва, 26-28 мая 2008 г.). — и Электрон. текстовые дан. — М. : СФИ, 2011. — 360 с. — ISBN 978-5-89100-114-5 — С. 299—304
- Вынужденные размышления о метаморфозах церковной традиции // Христианская соборность и общественная солидарность: Материалы международной научно-богословской конференции (Москва, 16-18 августа 2007 г.) / Преображенское Содружество малых православных братств, Свято-Филаретовский православно-христианский институт, Журнал «Вестник русского христианского движения». — М. : Культурно-просветительский центр «Преображение», 2012. — 376 с. — ISBN 978-5-905615-04-7 — С. 11-30
- Священник. Наперекор всему // ПРАВНОВОСТИ, 08.10.2012
- Служение как жизненный путь на примере еп. Ермогена (Голубева) и архим. Бориса (Холчева) // Служение Богу и человеку в современном мире: Материалы международной научно-богословской конференции: К 160-летию со дня рождения Н. Н. Неплюева / Преображенское Содружество малых православных братств, Свято-Филаретовский православно-христианский институт, Культурно-просветительский центр «Преображение», Аналитический центр Юрия Левады. — М. : Свято-Филаретовский православно-христианский институт ; М. : Преображенское содружество малых православных братств, 2013. — 312 с. — ISBN 978-5-905615-02-3 — С. 123—134
- «Сопротивление христиан — это верность Христу» : Слово на вечере воспоминаний «Своими глазами», проходившем в рамках международной конференции «Равнина русская. Опыт духовного сопротивления» // «В ком сердце есть — тот должен слышать время…»: русская катастрофа XX века и перспективы преодоления её последствий. Выпуск 2 / отв. ред. Ю. В. Балакшина, составитель И. М. Корпусов, составитель, худож. ред. Т. Е. Авилова. — М. : [б. и.], 2013. — 210 с. — ISBN 978-5-905615-23-8 — С. 54-64
- Итоги 90-летнего пути Российской Церкви от Священного Собора 1918 г. до Архиерейского Собора 2008 г. : «Принципы современного устройства РПЦ и возможные пути их совершенствования» // Вестник русского христианского движения. — 2014. — № 202. — С. 19—37
- Точка опоры. Поместный Собор 1917 г. // В поисках цельного знания: посвящается светлой памяти свящ. Павла Адельгейма. — М. : Свято-Филаретовский православно-христианский институт, 2016. — 336 с. — С. 11-22
- Христианская община как осуществление Церкви Христовой на земле // В поисках цельного знания: посвящается светлой памяти свящ. Павла Адельгейма. — М. : Свято-Филаретовский православно-христианский институт, 2016. — С. 23-30
- Возрождение и границы Церкви // В поисках цельного знания: посвящается светлой памяти свящ. Павла Адельгейма. — М. : Свято-Филаретовский православно-христианский институт, 2016. — С. 31-50
- О Верую… (из книги «Догмат о Церкви в канонах и практике») // Хрестоматия по мистагогии. Книга 2. Приложения к таинствоводственным темам первой ступени : Введение в таинствоводство (мистагоги́ю). Таинство евхаристии. Экклезиология / составитель, авт. предисл. Г. Кочетков. — М. : Свято-Филаретовский православно-христианский институт, 2019. — 488 с. — ISBN 987-5-89100-183-1. — С. 175—210
- В современных условиях быть христианином не легче, чем во времена гонений на Церковь // Хрестоматия по мистагогии. Книга 2. Приложения к таинствоводственным темам первой ступени : Введение в таинствоводство (мистагоги́ю). Таинство евхаристии. Экклезиология / составитель, авт. предисл. Г. Кочетков. — М. : Свято-Филаретовский православно-христианский институт, 2019. — 488 с. — ISBN 987-5-89100-183-1. — С. 211—223

книги
- Проповеди на Богородичные праздники. — Данденонг : Издание Братства «Православное дело» в Австралии, 1989. — 21 с.
- Проповеди к Великому посту. — Данденонг : Издание Братства «Православное дело» в Австралии, 1989. — 24 с.
- Проповеди на праздник Воскресения Христова. — Данденонг : Издание Братства «Православное дело» в Австралии, 1989. — 24 с.
- Проповеди к Рождественскому посту и празднику Рождества Христова. — Данденонг : Издание Братства «Православное дело» в Австралии, 1990. — 24 с.
- Проповеди на праздник Архистратига Михаила и избранные праздники великих святых. — Данденонг: Издание Братства «Православное дело» в Австралии, 1990. — 24 с.
- «Ищите горнего»: беседы о духовном. — Псков, 1990. — 8 с.
- Догмат о Церкви в канонах и практике. — Псков : [б. и.], 2002. — 224 с.
  - Догмат о Церкви в канонах и практике. — 2-е изд., доп. — Псков : [б. и.], 2003. — 224 с. — ISBN 5-94542-027-1
  - Догмат о Церкви в канонах и практике: Реанимация церковного суда. — Нижний Новгород : [б. и.], 2008. — 208 с.
- Духовные движения в народе Божьем : История и современность: Материалы Международной научно-богословской конференции (Москва, 2-4 октября 2002 г.). — М. : Свято-Филаретовский православно-христианский институт, 2003. — 374 с.
- Перспективы диалога в Русской Православной Церкви: доклад на Международной научно-богословской конференции «Вера-диалог-общение: проблемы диалога в церкви». — М. : Свято-Филаретовский православно-христианский институт, 2004. — 31 с.
- Возрождение и границы Церкви: доклад на Международной научно-богословской конференции «Духовные движения в Народе Божьем. История и современность». — М. : СФИ, 2003. — 54 с.
- Своими глазами: повесть в трёх частях / прот. П. Адельгейм; авт. предисл.: свящ. Г. Кочетков, О. В. Борисова, В. Н. Яковлев. — 2-е изд., испр. и доп. — М. : Культурно-просветительский фонд «Преображение», 2014. — 364 с. : ил. ; 20,5 см. — ISBN 978-5-905615-24-5
  - Своими глазами: повесть в трёх частях. — М. : Крестовоздвиженское малое православное братство, 2010. — 310 с.
- О христианском браке. — М. : ООО «Курс», 2013. — 48 с.
- Современные проблемы каноники и экклезиологии в Русской православной церкви: Материалы к лекциям. — М. : Свято-Филаретовский православно-христианский институт, 2016. — 208 с. — ISBN 978-5-89100-165-7
- Размышления о церковной традиции / составитель, авт. примеч., авт. предисл. О. В. Борисова; авт. предисл. К. П. Обозный. — М. : Свято-Филаретовский православно-христианский институт, 2018. — 96 с. — ISBN 978-5-89100-203-6
- Мир вам: беседы о христианском браке / прот. П. Адельгейм; ред.: прот. К. Костромин, В. Н. Яковлев. — СПб. : [б. и.], 2018. — 48 с. — ISBN 978-5-6040140-0-4.
- Он был человеком веры, надежды и любви: путь служения отца Павла Адельгейма: Свидетельства. Духовное наследие. Документы / Сост. и комм. О. В. Борисовой; вступ. статья О. В. Борисовой. — М.: Свято-Филаретовский институт, 2023. — 368 с. — ISBN 978-5-89100-282-1

интервью
- Протоиерей Павел Адельгейм: «Из семинарии меня выгонял лично Филарет Денисенко» // religare.ru, 31 марта 2008
- «Я, обвиняемый священник Павел Адельгейм…» // Псковская губерния: областная еженедельная общественная газета. 2011. — № 23 (545). — С. 12-14
- «Во всех испытаниях они доверяли Богу» : Интервью / П. Адельгейм ; Вопросы задавала О. Филиппова // Люди Церкви: Приложение к газете «Кифа»: Дайджест статей газеты «Кифа» 2007—2012 гг. — М. : Преображенское содружество малых православных братств: Культурно-просветительский центр «Преображение», 2012. — 81 с. — С. 44-46.
- "Для увольнения священника достаточно сказать: «Пошёл вон!» // «Большой город», 12.04.2013
- Век русской церкви: от гонений до крови до объятий до смерти : Беседа свящ. Павла Адельгейма с Виктором Яковлевым, август 2009 г. // Псковская губерния: областная еженедельная общественная газета. — 2013. — № 30 (652).

## Фильмы
«Слово и дело отца Павла Адельгейма». Документальный фильм, Псков, 2023 // ГражданинЪ TV. 14 января 2024 г.